# Crepidula margarita
Crepidula margarita is een slakkensoort uit de familie van de Calyptraeidae. De wetenschappelijke naam van de soort is voor het eerst geldig gepubliceerd in 2006 door Simone.